# نادي كفرسوم
كفر سوم
هو نادي كرة قدم أردني تأسس عام 1973 مقره في كفر سوم ويلعب المباريات في ستاد الحسن. هبط إلى دوري الدرجة الثانية خلال موسم 2013-2014.

## تاريخ
بدأ النادي أنشطته بكرة القدم وكرة اليد وكرة الطائرة والعاب القوى وتنس الطاولة ولعب النادي بكرة القدم بالدرجة الثانية وخاض أول مباراة تنافسيه مع الوحدات على الصعود عام 1975 ومنذ ذلك الحين استمر الفريق يحاول الصعود حتى صعد لأول مرة عام 1993 أما في كرة اليد يعتبر النادي أحد فرق الدرجة الأولى في اللعبة إضافة لوجود فريق للإناث أما باقي الألعاب فقد انتهت ولم يعد لها أي نشاطات.

## الألقاب والإنجازات
دوري الدرجة الأولى الأردني
- البطل (1): 2014-15.[2]
- درع الاتحاد الأردني (1): (1998)

## اللاعبون
ملاحظة: تشير الأعلام إلى المنتخب الوطني على النحو المحدد في قواعد الأهلية للفيفا. قد يحمل اللاعبون أكثر من جنسية واحدة غير تابعة للفيفا.
| الرقم | البلد  | المركز | اللاعب        |
| ----- | ------ | ------ | ------------- |
| 22    | الأردن | حارس   | أحمد البكار   |
| 1     | الأردن | حارس   | هيثم البكار   |
| 24    | الأردن | مدافع  | احمد سماره    |
| 17    | الأردن | مدافع  | ايمن الخطيب   |
| 25    | الأردن | مدافع  | بلال هايل     |
|       | الأردن | مدافع  | عصام الرياحنة |
|       | الأردن | مدافع  | فاضل وليد     |
| 18    | الأردن | مدافع  | فادي وليد     |
| 33    | الأردن | مدافع  | كريم عبيدات   |
| 4     | الأردن | مدافع  | محمد بدارنه   |

| الرقم | البلد    | المركز | اللاعب                 |
| ----- | -------- | ------ | ---------------------- |
| 23    | الأردن   | وسط    | احمد ادريس             |
| 13    | الأردن   | وسط    | اكرم أبو غزال          |
| 9     | الأردن   | وسط    | عاصم تركي              |
|       | الأردن   | وسط    | غياث شطناوي            |
| 3     | الأردن   | وسط    | كريم غازي              |
| 6     | الأردن   | وسط    | مأمون ثعلبي            |
| 26    | الأردن   | وسط    | محمد صابر              |
|       | الأردن   | وسط    | عمر الروسان            |
| 4     | الأردن   | وسط    | شرحبيل سليمان الهياجنة |
| 20    | البرازيل | مهاجم  | الكسندر سانتوس         |
|       | الأردن   | مهاجم  | المعتز بالله عبيدات    |
| 5     | الأردن   | مهاجم  | محمود حسن القصراوي     |
| 25    | الأردن   | مهاجم  | عمر حمزة عبيدات        |